# Canadá en los Juegos Paralímpicos de Seúl 1988
Canadá estuvo representado en los Juegos Paralímpicos de Seúl 1988 por un total de 157 deportistas, 104 hombres y 53 mujeres.

## Medallistas
El equipo paralímpico canadiense obtuvo las siguientes medallas:
| Nombre                                                                                       | Deporte                   | Evento                                                       |
| -------------------------------------------------------------------------------------------- | ------------------------- | ------------------------------------------------------------ |
| Oro                                                                                          |                           |                                                              |
| Joanne Bouw                                                                                  | Atletismo                 | Disco C7 femenino                                            |
| Joanne Bouw                                                                                  | Atletismo                 | Jabalina C7 femenino                                         |
| Joanne Bouw                                                                                  | Atletismo                 | Peso C7 femenino                                             |
| Claude Poumerol                                                                              | Atletismo                 | 100 m A4A9 femenino                                          |
| Sylvie Bergeron                                                                              | Atletismo                 | 200 m C8 femenino                                            |
| Jamie Bone                                                                                   | Atletismo                 | 100 m C3 masculino                                           |
| Jamie Bone                                                                                   | Atletismo                 | 200 m C3 masculino                                           |
| Jamie Bone                                                                                   | Atletismo                 | 400 m C3 masculino                                           |
| Robert Easton                                                                                | Atletismo                 | 100 m C4-5 masculino                                         |
| Robert Easton                                                                                | Atletismo                 | 200 m C4-5 masculino                                         |
| Robert Easton                                                                                | Atletismo                 | 400 m C4-5 masculino                                         |
| Clayton Gerein                                                                               | Atletismo                 | 400 m 1B masculino                                           |
| Clayton Gerein                                                                               | Atletismo                 | 800 m 1B masculino                                           |
| Clayton Gerein                                                                               | Atletismo                 | 5000 m 1B masculino                                          |
| Serge Raymond                                                                                | Atletismo                 | 200 m 1B masculino                                           |
| Serge Raymond                                                                                | Atletismo                 | 1500 m 1B masculino                                          |
| Serge Raymond                                                                                | Atletismo                 | Maratón 1B masculino                                         |
| Richard Reelie                                                                               | Atletismo                 | Disco 1B masculino                                           |
| Richard Reelie                                                                               | Atletismo                 | Jabalina 1B masculino                                        |
| Richard Reelie                                                                               | Atletismo                 | Peso 1B masculino                                            |
| Daniel Wesley                                                                                | Atletismo                 | 100 m A1-3A9L2 masculino                                     |
| Daniel Wesley                                                                                | Atletismo                 | 800 m A1-3A9L2 masculino                                     |
| Andre Beaudoin                                                                               | Atletismo                 | 200 m 1C masculino                                           |
| Jeff Tiessen                                                                                 | Atletismo                 | 400 m A5A7 masculino                                         |
| Paul Clark                                                                                   | Atletismo                 | 800 m 2 masculino                                            |
| Marc Quessy                                                                                  | Atletismo                 | Maratón 2 masculino                                          |
| André Viger                                                                                  | Atletismo                 | Maratón 3 masculino                                          |
| Jacques Martin                                                                               | Atletismo                 | Peso 4 masculino                                             |
| Arnold Boldt                                                                                 | Atletismo                 | Salto de altura A2A9 masculino                               |
| Halldor Bjarnason                                                                            | Ciclismo en ruta          | Ruta 1500 m triciclo C5-6 masculino                          |
| Dean Dwyer                                                                                   | Ciclismo en ruta          | Ruta 60 km LC3 masculino                                     |
| Tammy Barker                                                                                 | Natación                  | 100 m libre C4 femenino                                      |
| Tammy Barker                                                                                 | Natación                  | 200 m libre C4 femenino                                      |
| Yvette Weicker                                                                               | Natación                  | 100 m espalda B1 femenino                                    |
| Joanne Mucz                                                                                  | Natación                  | 400 m libre A4 femenino                                      |
| Michael Edgson                                                                               | Natación                  | 100 m espalda B3 masculino                                   |
| Michael Edgson                                                                               | Natación                  | 100 m mariposa B3 masculino                                  |
| Michael Edgson                                                                               | Natación                  | 50 m libre B3 masculino                                      |
| Michael Edgson                                                                               | Natación                  | 100 m libre B3 masculino                                     |
| Michael Edgson                                                                               | Natación                  | 400 m libre B3 masculino                                     |
| Michael Edgson                                                                               | Natación                  | 200 m estilos B3 masculino                                   |
| Michael Edgson                                                                               | Natación                  | 400 m estilos B3 masculino                                   |
| Stephane Lecours                                                                             | Natación                  | 100 m braza A2 masculino                                     |
| Stephane Lecours                                                                             | Natación                  | 100 m espalda A2 masculino                                   |
| Stephane Lecours                                                                             | Natación                  | 100 m mariposa A2 masculino                                  |
| Stephane Lecours                                                                             | Natación                  | 400 m libre A2 masculino                                     |
| Stephane Lecours                                                                             | Natación                  | 200 m estilos A2 masculino                                   |
| Timothy McIsaac                                                                              | Natación                  | 100 m espalda B1 masculino                                   |
| Timothy McIsaac                                                                              | Natación                  | 100 m mariposa B1 masculino                                  |
| Timothy McIsaac                                                                              | Natación                  | 400 m libre B1 masculino                                     |
| Timothy McIsaac                                                                              | Natación                  | 200 m estilos B1 masculino                                   |
| Lee Grenon                                                                                   | Natación                  | 100 m mariposa B2 masculino                                  |
| Lee Grenon                                                                                   | Natación                  | 400 m libre B2 masculino                                     |
| Equipo                                                                                       | Natación                  | 4 × 100 m libre B1-B3 masculino                              |
| Equipo                                                                                       | Natación                  | 4 × 100 m estilos B1-B3 masculino                            |
| Plata                                                                                        |                           |                                                              |
| Linda Hamilton                                                                               | Atletismo                 | 400 m A1-3A9L2 femenino                                      |
| Linda Hamilton                                                                               | Atletismo                 | 800 m A1-3A9L2 femenino                                      |
| Debbi Kostelyk                                                                               | Atletismo                 | 100 m 3 femenino                                             |
| Claude Poumerol                                                                              | Atletismo                 | 200 m A4A9 femenino                                          |
| Sylvie Bergeron                                                                              | Atletismo                 | 400 m C8 femenino                                            |
| Norma Lorincz                                                                                | Atletismo                 | 800 m C7 femenino                                            |
| Daniel Wesley                                                                                | Atletismo                 | 200 m A1-3A9L2 masculino                                     |
| Daniel Wesley                                                                                | Atletismo                 | 400 m A1-3A9L2 masculino                                     |
| Daniel Wesley                                                                                | Atletismo                 | 1500 m A1-3A9L2 masculino                                    |
| Daniel Wesley                                                                                | Atletismo                 | 5000 m A1-3A9L2 masculino                                    |
| Andre Beaudoin                                                                               | Atletismo                 | 100 m 1C masculino                                           |
| Andre Beaudoin                                                                               | Atletismo                 | 400 m 1C masculino                                           |
| Gino Vendetti                                                                                | Atletismo                 | 200 m C4-5 masculino                                         |
| Gino Vendetti                                                                                | Atletismo                 | 400 m C4-5 masculino                                         |
| Paul Clark                                                                                   | Atletismo                 | 1500 m 2 masculino                                           |
| Paul Clark                                                                                   | Atletismo                 | Maratón 2 masculino                                          |
| John Belanger                                                                                | Atletismo                 | Disco A1-3A9L3 masculino                                     |
| John Belanger                                                                                | Atletismo                 | Jabalina A1-3A9L3 masculino                                  |
| Marc Quessy                                                                                  | Atletismo                 | 100 m 2 masculino                                            |
| Michael Johner                                                                               | Atletismo                 | 100 m C4-5 masculino                                         |
| William Wiebe                                                                                | Atletismo                 | 100 m A6A8A9L4 masculino                                     |
| Daryl Stubel                                                                                 | Atletismo                 | 400 m 1B masculino                                           |
| Clayton Gerein                                                                               | Atletismo                 | 1500 m 1B masculino                                          |
| André Viger                                                                                  | Atletismo                 | 10 000 m 3 masculino                                         |
| Gary Schaff                                                                                  | Atletismo                 | Disco 2 masculino                                            |
| Stewart McKeown                                                                              | Atletismo                 | Disco 3 masculino                                            |
| James Enright                                                                                | Atletismo                 | Jabalina A4A9 masculino                                      |
| Arnold Boldt                                                                                 | Atletismo                 | Salto de longitud A2A9 masculino                             |
| Halldor Bjarnason                                                                            | Ciclismo en ruta          | Ruta 3000 m triciclo C5-6 masculino                          |
| Michael Johnson                                                                              | Levantamiento de potencia | –82,5 kg masculino                                           |
| Joanne Mucz                                                                                  | Natación                  | 100 m espalda A4 femenino                                    |
| Joanne Mucz                                                                                  | Natación                  | 100 m libre A4 femenino                                      |
| Tammy Barker                                                                                 | Natación                  | 100 m espalda C4 femenino                                    |
| Judy Goodrich                                                                                | Natación                  | 100 m espalda C8 femenino                                    |
| Yvette Weicker                                                                               | Natación                  | 100 m libre B1 femenino                                      |
| Tomas Hainey                                                                                 | Natación                  | 100 m mariposa 6 masculino                                   |
| Tomas Hainey                                                                                 | Natación                  | 100 m libre 6 masculino                                      |
| Tomas Hainey                                                                                 | Natación                  | 400 m libre 6 masculino                                      |
| Tomas Hainey                                                                                 | Natación                  | 200 m estilos 6 masculino                                    |
| Jeff Worobetz                                                                                | Natación                  | 50 m braza C6 masculino                                      |
| Heather Kuttai                                                                               | Tiro                      | Pistola de aire 2-6 femenino                                 |
| Heather Kuttai Bernard Gehring Richard Schell                                                | Tiro                      | Pistola de aire por equipos clase abierta mixto              |
| Bronce                                                                                       |                           |                                                              |
| Linda Hamilton                                                                               | Atletismo                 | 100 m A1-3A9L2 femenino                                      |
| Linda Hamilton                                                                               | Atletismo                 | 200 m A1-3A9L2 femenino                                      |
| Linda Hamilton                                                                               | Atletismo                 | 1500 m A1-3A9L2 femenino                                     |
| Lynette Wildeman                                                                             | Atletismo                 | 100 m A6A8A9L4 femenino                                      |
| Lynette Wildeman                                                                             | Atletismo                 | 200 m A6A8A9L4 femenino                                      |
| Sylvie Sauve                                                                                 | Atletismo                 | 100 m C6 femenino                                            |
| Sonja Atkins                                                                                 | Atletismo                 | 400 m C7 femenino                                            |
| Racquel Head                                                                                 | Atletismo                 | 800 m C7 femenino                                            |
| Jacqueline Toews                                                                             | Atletismo                 | Disco B2 femenino                                            |
| Trish Lovegrove                                                                              | Atletismo                 | Peso B1 femenino                                             |
| Ljiliana Wubisic                                                                             | Atletismo                 | Peso B2 femenino                                             |
| Marjorie Lynch                                                                               | Atletismo                 | Peso C4 femenino                                             |
| David Severin                                                                                | Atletismo                 | 100 m C3 masculino                                           |
| David Severin                                                                                | Atletismo                 | 400 m C3 masculino                                           |
| Jeff Adams                                                                                   | Atletismo                 | 800 m 5-6 masculino                                          |
| Jeff Adams                                                                                   | Atletismo                 | 1500 m 5-6 masculino                                         |
| Robert Mearns                                                                                | Atletismo                 | 800 m C7 masculino                                           |
| Robert Mearns                                                                                | Atletismo                 | 1500 m C7 masculino                                          |
| André Viger                                                                                  | Atletismo                 | 800 m 3 masculino                                            |
| André Viger                                                                                  | Atletismo                 | 5000 m 3 masculino                                           |
| Ted Vince                                                                                    | Atletismo                 | 400 m A1-3A9L2 masculino                                     |
| Ted Vince                                                                                    | Atletismo                 | Maratón A1-3A9L1-2 masculino                                 |
| Michael Johner                                                                               | Atletismo                 | 200 m C4-5 masculino                                         |
| Andre Beaudoin                                                                               | Atletismo                 | 800 m 1C masculino                                           |
| Keith Myette                                                                                 | Atletismo                 | 800 m B1 masculino                                           |
| Ken Thomas                                                                                   | Atletismo                 | 800 m C2 masculino                                           |
| David Howe                                                                                   | Atletismo                 | 5000 m campo a través C7 masculino                           |
| Clayton Gerein                                                                               | Atletismo                 | Maratón 1B masculino                                         |
| Terry Robinson                                                                               | Atletismo                 | Eslalon C1 masculino                                         |
| Jacques Martin                                                                               | Atletismo                 | Disco 4 masculino                                            |
| Stewart McKeown                                                                              | Atletismo                 | Peso 3 masculino                                             |
| John Belanger                                                                                | Atletismo                 | Peso A1-3A9L3 masculino                                      |
| Jamie Bone Andre Lavallee Laura Misciagna David Severin                                      | Atletismo                 | 4 × 100 m C2-3 mixto                                         |
| Patricia Campion Lucy Greco Danielle Lessard Lisa McLeod Dianne Robitaille Helena Rooyakkers | Golbol                    | Torneo femenino                                              |
| Yvette Weicker                                                                               | Natación                  | 50 m braza B1 femenino                                       |
| Yvette Weicker                                                                               | Natación                  | 100 m braza B1 femenino                                      |
| Yvette Weicker                                                                               | Natación                  | 50 m libre B1 femenino                                       |
| Yvette Weicker                                                                               | Natación                  | 200 m estilos B1 femenino                                    |
| Arnold Boldt                                                                                 | Natación                  | 100 m espalda B3 femenino                                    |
| Arnold Boldt                                                                                 | Natación                  | 400 m libre B3 femenino                                      |
| Arnold Boldt                                                                                 | Natación                  | 200 m estilos B3 femenino                                    |
| Arnold Boldt                                                                                 | Natación                  | 400 m estilos B3 femenino                                    |
| Susan Chick                                                                                  | Natación                  | 100 m libre C6 femenino                                      |
| Tamara Boccaccio                                                                             | Natación                  | 200 m braza B1 femenino                                      |
| Judy Goodrich                                                                                | Natación                  | 100 m libre C8 femenino                                      |
| Equipo                                                                                       | Natación                  | 4 × 100 m estilos B1-B3 femenino                             |
| Timothy McIsaac                                                                              | Natación                  | 50 m libre B1 masculino                                      |
| Timothy McIsaac                                                                              | Natación                  | 100 m libre B1 masculino                                     |
| Timothy McIsaac                                                                              | Natación                  | 200 m braza B1 masculino                                     |
| Philip Mindorf                                                                               | Natación                  | 100 m espalda A8 masculino                                   |
| Lee Grenon                                                                                   | Natación                  | 400 m estilos B2 masculino                                   |
| Adam Salamandyk                                                                              | Tiro                      | Rifle de aire en dos posiciones con auxiliar 1A-1C masculino |
| Adam Salamandyk                                                                              | Tiro                      | Rifle de aire de rodillas con auxiliar 1A-1C masculino       |
| Pier Morten                                                                                  | Yudo                      | –65 kg masculino                                             |
| Eddie Morten                                                                                 | Yudo                      | –71 kg masculino                                             |